# Breitenseer Kaserne

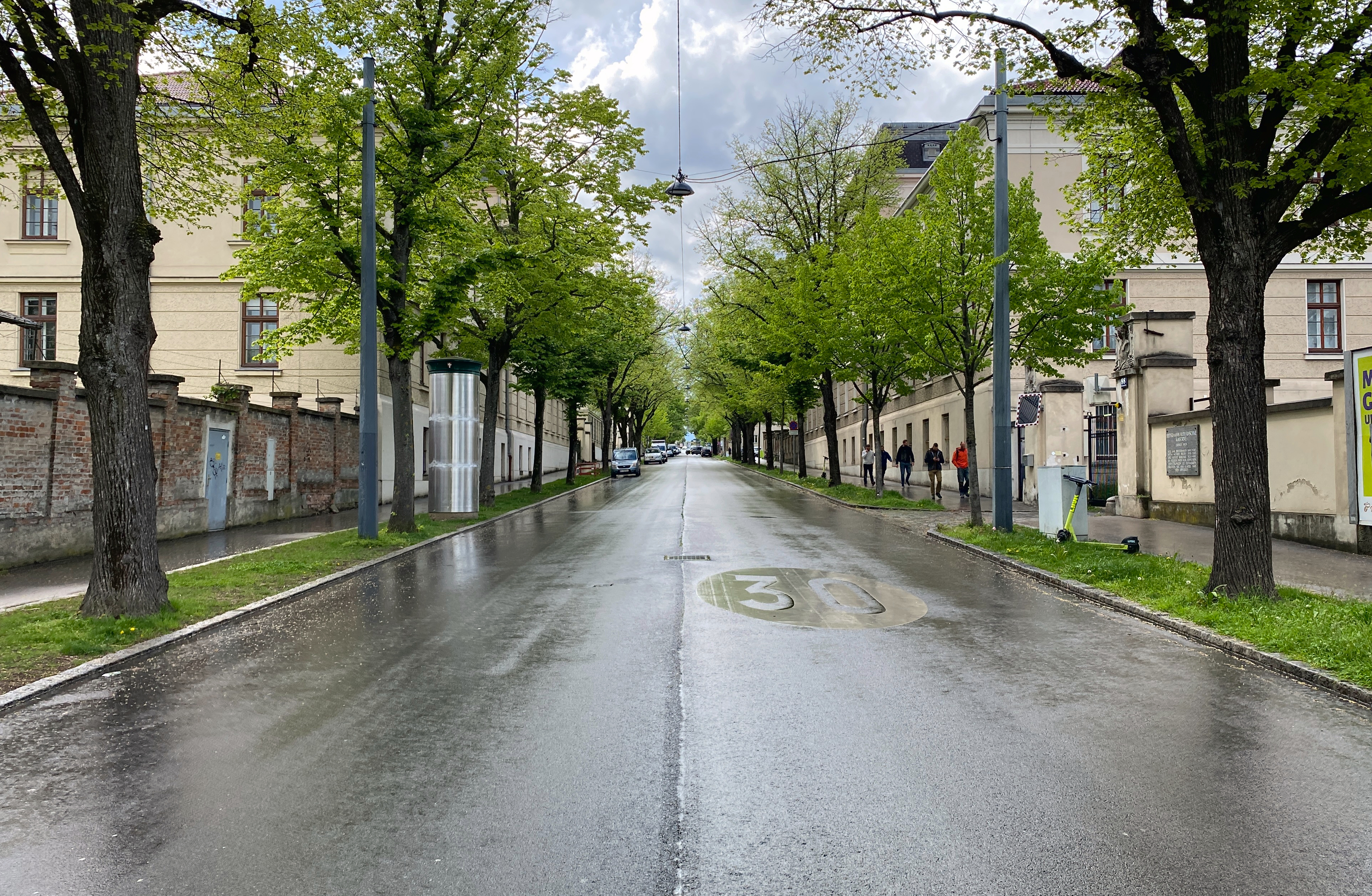
Die Breitenseer Straße mit der Biedermann-Huth-Raschke-Kaserne auf der rechten und der Vega-Payer-Weyprecht-Kaserne auf der linken Seite

Die Breitenseer Kaserne, ursprünglich Kaiser-Franz-Joseph-Kavallerie-Kaserne, befindet sich im Stadtteil Breitensee in Penzing, seit 1938 14. Wiener Gemeindebezirk. Sie besteht aus zwei durch die Breitenseer Straße getrennten Bauteilen, die seit 1967 unterschiedliche Namen tragen. In der Kaserne konnte ein komplettes Kavallerieregiment untergebracht werden.

## Geschichte

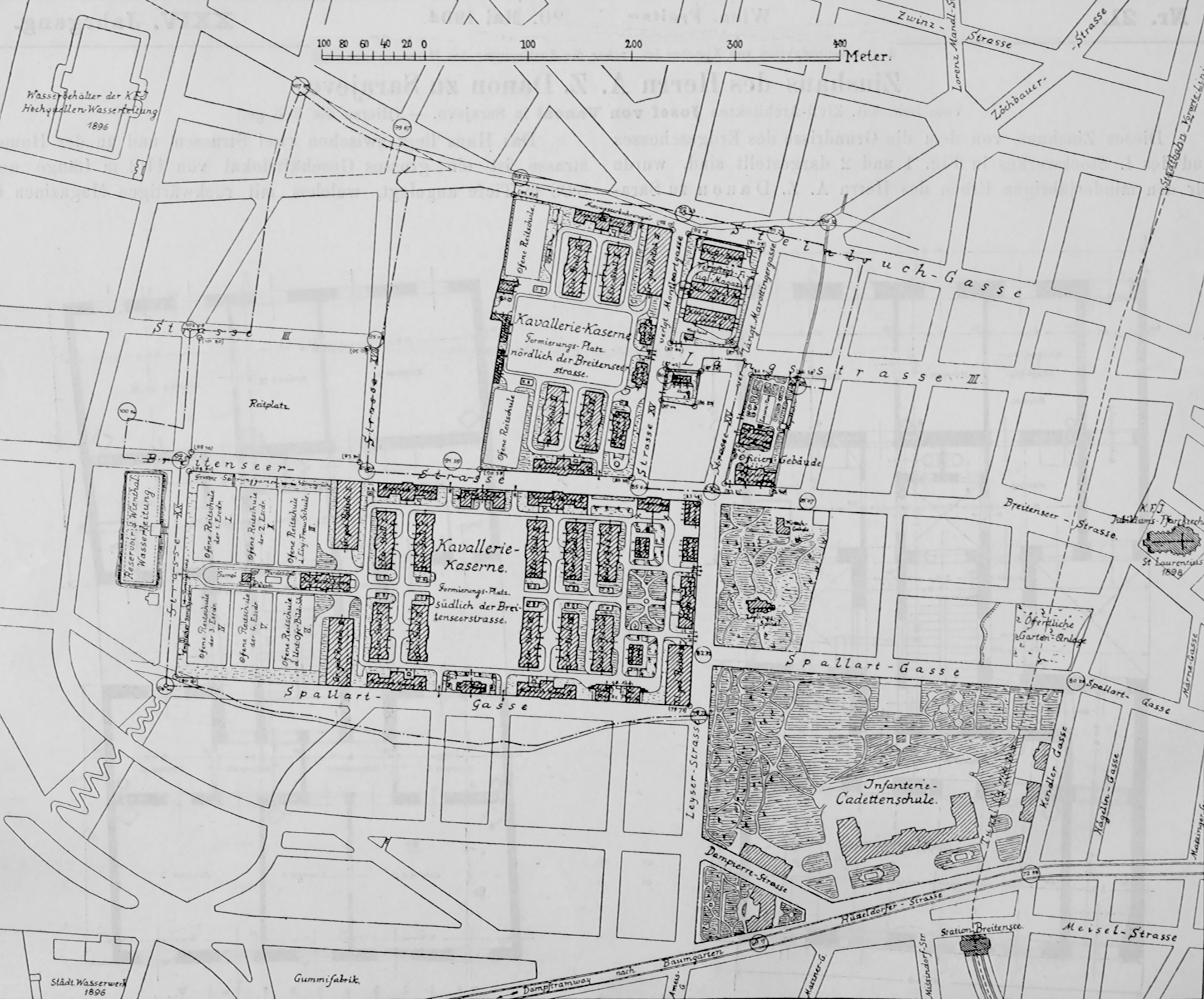
Breitenseer Kaserne(n) (Lageplan 1904)

Die Kaserne wurde im Rahmen der um die Wende vom 19. zum 20. Jahrhundert durchgeführten Kasernentransaktion, der Verlegung von Heeresstandorten aus dem dicht verbauten Stadtgebiet, 1901–1904 als Ersatz für die dann abgebrochene Josefstädter Kaserne im 8. Bezirk errichtet. Die Bauleitung lag bei der k.u.k. Militär-Bauleitung für die Transactionsbauten in Breitensee.
Bis 1918 war hier Kavallerie der k.u.k. Armee, der gemeinsamen Streitkräfte Österreichs und Ungarns, einquartiert (1904–1914 jeweils ein ungarisches Regiment), in der Zwischenkriegszeit Infanterie des Bundesheers, 1938–1945 der deutschen Wehrmacht. Während der Besatzungszeit 1945–1955 waren hier französische Soldaten stationiert, da der 14. Bezirk zum französischen Sektor Wiens zählte. 1955 wurden die Einrichtungen wieder vom Bundesheer übernommen. 2010/2011 verhandelt(e) Wohnbaustadtrat Michael Ludwig mit dem Verteidigungsministerium über den Verkauf beider Bauteile der Kaserne an die Wiener Stadtverwaltung.

## Biedermann-Huth-Raschke-Kaserne

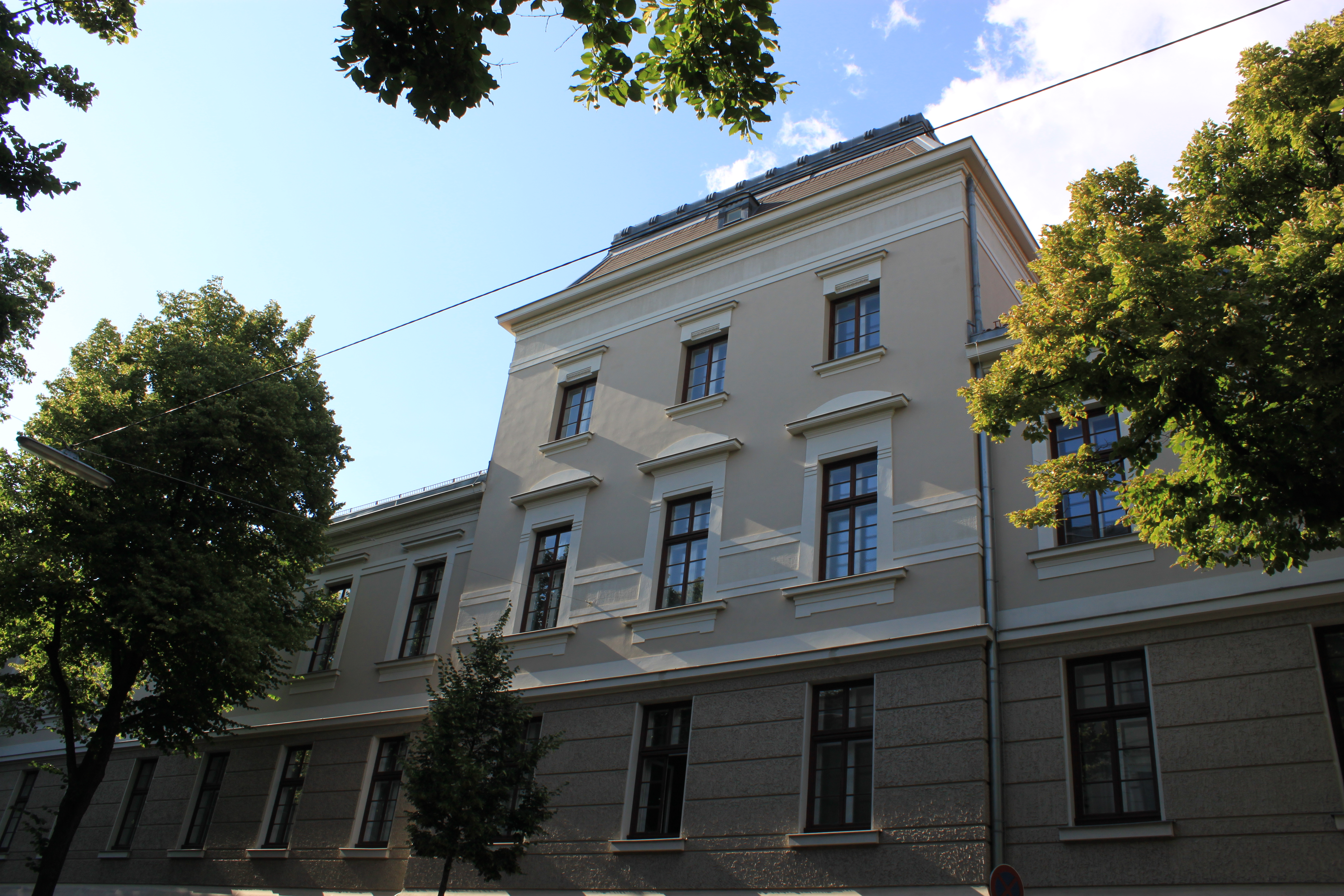
Biedermann-Huth-Raschke-Kaserne

Die Kleine Breitenseer Kaserne wurde 1901–1903 an der nördlichen Seite der Breitenseer Straße erbaut und beherbergte zwei Eskadronen und einen Pionierzug. Das zugehörige Offizierswohngebäude wurde an der Adresse Breitenseer Straße 82 und 82A errichtet, während das Offizierskasino (Offiziers-Schul- und Menagegebäude) außerhalb des Areals an der nächsten Straßenecke in der Maroltingergasse 2 lag. In diesem befindet sich heute das Bahai Center Austria. Architektonisch federführend war Eduard Frauenfeld jun. (1853–1910).
1967 wurde sie Biedermann-Huth-Raschke-Kaserne benannt, nach den drei österreichischen Offizieren der deutschen Wehrmacht Major Karl Biedermann, Hauptmann Alfred Huth und Oberleutnant Rudolf Raschke, die im April 1945 während des Kampfs um Wien als Widerstandskämpfer hingerichtet wurden.
Die rund 23.000 Quadratmeter große Liegenschaft wurde vom Verteidigungsministerium im Jahr 2013 verkauft. Auf dem Areal wurden etwa 150 frei finanzierte Eigentumswohnungen und die Schule AHS Wien West errichtet. Die Reithalle und das Mannschaftsgebäude werden dabei zum Teil weiterhin genutzt.

## Vega-Payer-Weyprecht-Kaserne

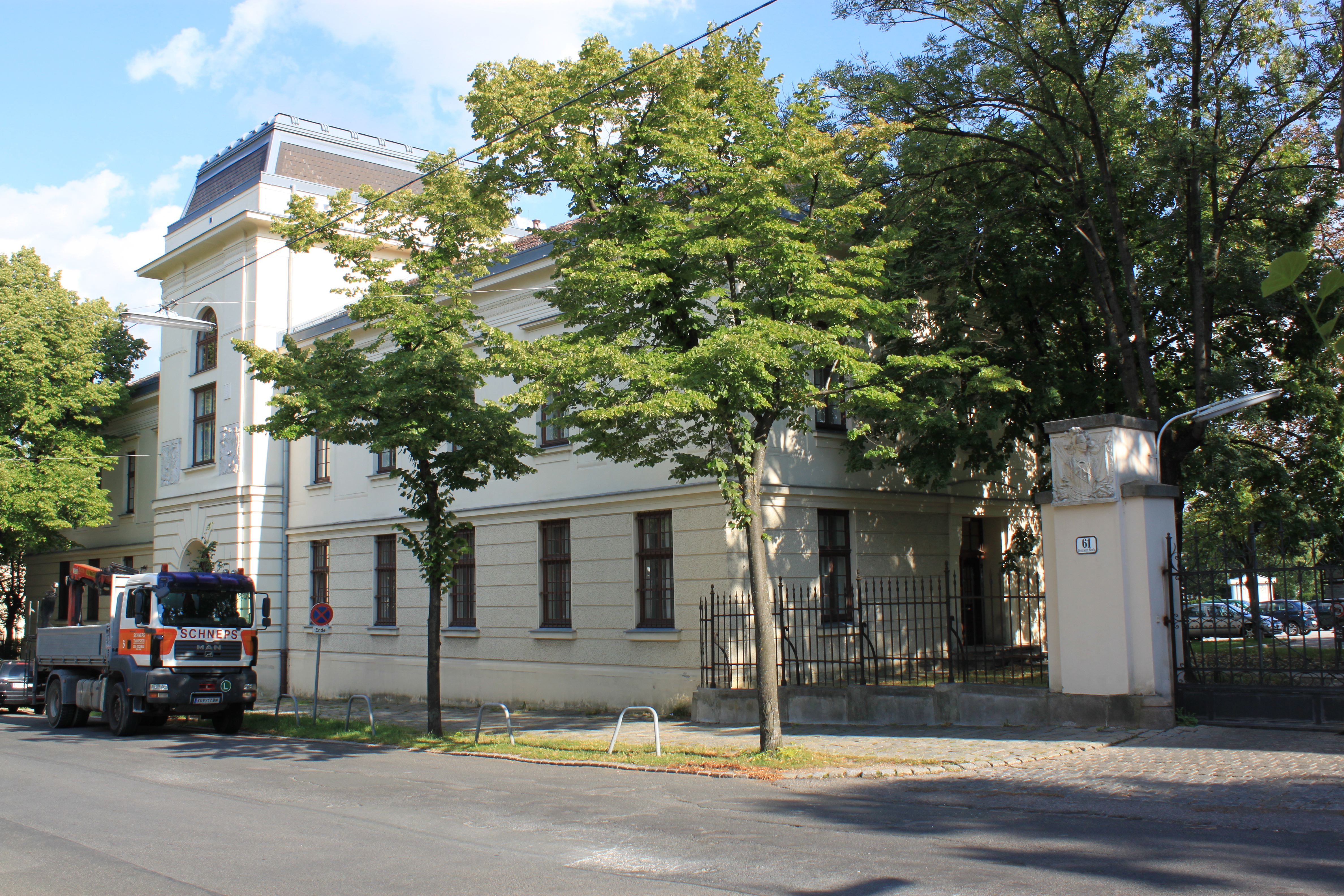
Vega-Payer-Weyprecht-Kaserne

Die Große Breitenseer Kaserne wurde 1904 an der südlichen Seite der Breitenseer Straße auf einem größeren Grundstück gegenüber der Kleinen Breitenseer Kaserne errichtet. Dieses Gebäude mit Haupteingang Breitenseer Straße 61 bot Platz für vier Eskadronen, Regimentsstab und Kader. Das Areal umfasste u. a. das Stabsgebäude (an der heutigen Leyserstraße), Unteroffizierswohngebäude (an der Spallartgasse, seit 1914 hier Gottfried-Alber-Gasse genannt), vier Mannschaftswohngebäude, drei gedeckte und sechs offene Reitschulen, zwölf Stallgebäude und einen großen Formierungsplatz. Einzelne Objekte wurden von dem zeitweiligen Otto-Wagner- sowie Max-von-Ferstel-Schüler István Benkó (auch: István Medgyaszay; 1877–1959) entworfen.
Den Namen Vega-Payer-Weyprecht-Kaserne erhielt dieser Bauteil der Breitenseer Kaserne 1967 nach dem Ingenieur, Mathematiker und Offizier Jurij Vega und den beiden Polarforschern Julius Payer und Carl Weyprecht, den Leitern der österreichisch-ungarischen Nordpolexpedition. Hier ist die Heereslogistikschule (ehemals Heeresversorgungsschule HVS) untergebracht.